# Svetlyy (huyện)
Huyện Svetlyy (tiếng Nga: ? райо́н) là một huyện hành chính tự quản (raion), của Tỉnh Kaliningrad, Nga. Huyện có diện tích 24 km², dân số thời điểm ngày 1 tháng 1 năm 2000 là 21700 người. Trung tâm của huyện đóng ở Svetlyy.